# 102-мм корабельна гармата QF 4 inch Mk XVI
102-мм (4-дюймова) універсальна корабельна артилерійська система марки QF Mark XVI (англ. QF 4 inch Mk XVI naval gun) — британська корабельна гармата періоду Другої світової війни. Артилерійська система QF Mk XVI була прийнята на озброєння Королівського ВМФ Великої Британії на заміну QF 4 inch Mk V і стала допоміжною корабельною артилерією на деяких лінкорах та крейсерах, та основним корабельним озброєнням багатьох бойових кораблів різного типу, що перебували на озброєнні британських та країн Співдружності військово-морських сил.

## Боєприпаси

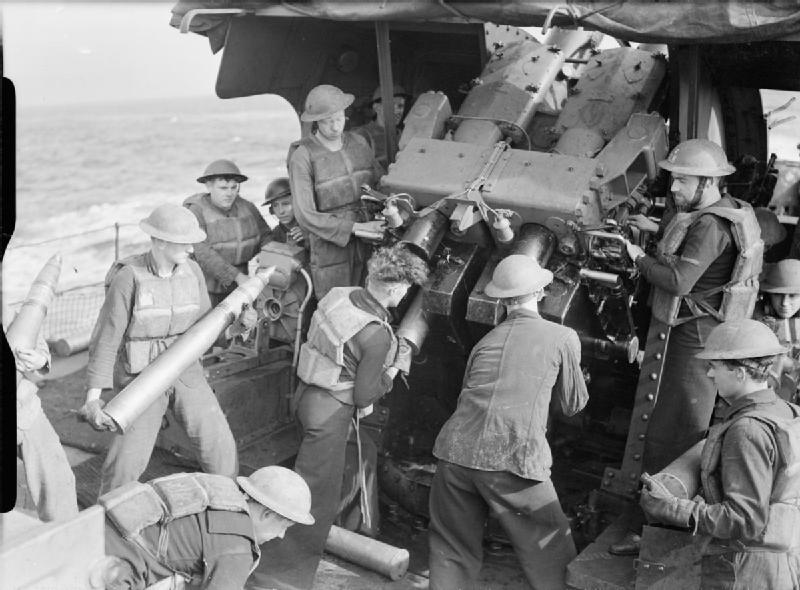
Артилерійська обслуга гармати QF Mark XVI есмінця «Зулу» веде вогонь на практичних стрільбах
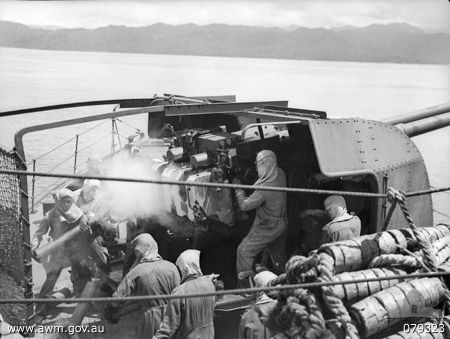
Артилерія австралійського есмінця «Свон» веде вогонь
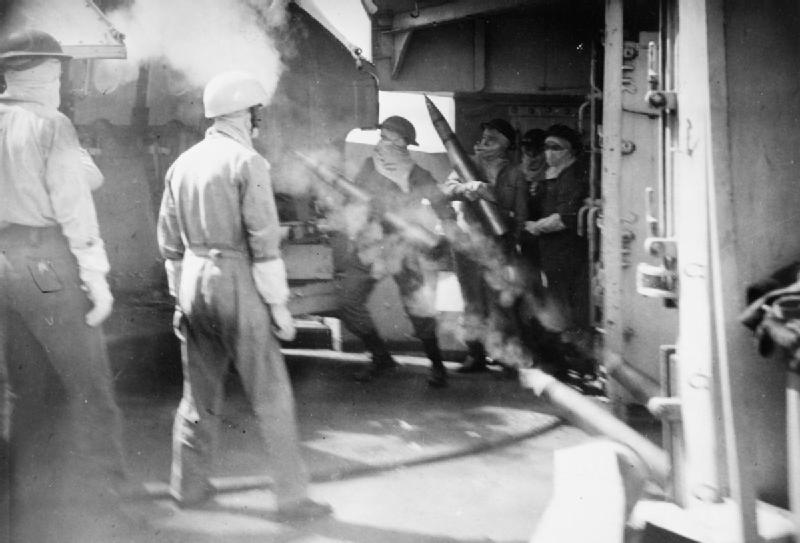
Артилеристи легкого крейсера «Ньюкасл» в бою під час війни в Малайї. Травень 1953

## Відео
- 4 inch gun training on H.M.S. Belfast [Архівовано 23 травня 2014 у Wayback Machine.]